# Gods (dokumentarfilm)
 For alternative betydninger, se Gods. (Se også artikler, som begynder med Gods)
Gods er en dansk dokumentarfilm fra 1962 instrueret af Jesper Tvede efter eget manuskript.